# زانکت آنن
زانکت آنن (به آلمانی: Sankt Annen) یک شهر در آلمان است که در دیمارشن واقع شده‌است. زانکت آنن ۳۴۵ نفر جمعیت دارد.